# Liste der denkmalgeschützten Objekte in Bad Aussee
Die Liste der denkmalgeschützten Objekte in Bad Aussee enthält die 57 denkmalgeschützten, unbeweglichen Objekte der Stadtgemeinde Bad Aussee im steirischen Bezirk Liezen.

## Denkmäler
| Foto  |                 | Denkmal                                                                                    | Standort                                                        | Beschreibung | Metadaten |
| ----- | --------------- | ------------------------------------------------------------------------------------------ | --------------------------------------------------------------- | --- | --- |
| ja    | Datei hochladen | Forsthaus Sarstein HERIS-ID: 36857 Objekt-ID: 35887                                        | Altausseer Straße 9 Standort KG: Bad Aussee                     | | BDA-Hist.: Q37972434 Status: Bescheid Stand der BDA-Liste: 2025-06-30 Name: Forsthaus Sarstein GstNr.: .19 Forsthaus Sarstein (Bad Aussee)                                                     |
| ja    | Datei hochladen | Postbrücke HERIS-ID: 108351 Objekt-ID: 125792                                              | bei Bahnhofstraße 95 Standort KG: Bad Aussee                    | | BDA-Hist.: Q37812704 Status: § 2a Stand der BDA-Liste: 2025-06-30 Name: Postbrücke GstNr.: 241/2, 359/1, 256/6 Postbrücke (Bad Aussee)                                                         |
| ja    | Datei hochladen | Dreifaltigkeitssäule HERIS-ID: 65205 Objekt-ID: 78024                                      | Chlumeckyplatz Standort KG: Bad Aussee                          | Die Dreifaltigkeitssäule aus dem Jahre 1876 von Jakob Gschiel wurde an diesem Platz anstelle der barocken nach Altaussee übertragenen aufgestellt. | BDA-Hist.: Q38109607 Status: § 2a Stand der BDA-Liste: 2025-06-30 Name: Dreifaltigkeitssäule GstNr.: 235/4 Dreifaltigkeitssäule (Bad Aussee)                                                   |
| ja    | Datei hochladen | Kammerhofmuseum HERIS-ID: 36861 Objekt-ID: 35891                                           | Chlumeckyplatz 1 Standort KG: Bad Aussee                        | Der Kammerhof stammt aus dem späten 14. Jahrhundert, wurde im 16. und 17. Jahrhundert mehrmals umgebaut und diente bis ins 19. Jahrhundert als Salzamtsgebäude. Er weist spätgotische Tür- und Fenstergewände aus rotem Fludergraben-Marmor auf. | BDA-Hist.: Q16830525 Status: Bescheid Stand der BDA-Liste: 2025-06-30 Name: Kammerhofmuseum GstNr.: .54 Kammerhof (Bad Aussee)                                                                 |
| ja    | Datei hochladen | Hofer-Haus HERIS-ID: 36854 Objekt-ID: 35884                                                | Chlumeckyplatz 2 Standort KG: Bad Aussee                        | Das Hofer-Haus ist ein unregelmäßiger dreigeschoßiger spätgotischer Bau mit zwei übereck gestellten erkerartigen Anbauten. Die Anbauten wurden wohl erst nach 1511 errichtet. Rundbogenportal mit Inschrift. An der Fassade Fresken aus der Zeit um 1520 mit den hll. Sebastian, Anna selbdritt und Florian. Die Fresken wurden 1954 restauriert. Die Szenen der Samsongeschichte aus der gleichen Zeit in der Diele des 1. Obergeschoßes wurden 1956 aufgedeckt und 1961 restauriert. | BDA-Hist.: Q37972403 Status: Bescheid Stand der BDA-Liste: 2025-06-30 Name: Hofer-Haus GstNr.: .51 Hofer-Haus (Bad Aussee)                                                                     |
| ja    | Datei hochladen | Bürgerhaus HERIS-ID: 36855 Objekt-ID: 35885                                                | Chlumeckyplatz 3 Standort KG: Bad Aussee                        | Das im Kern gotische Gebäude hat ein mit 1481 datiertes Rundbogenportal. Die Fassade stammt aus dem 1. Drittel des 19. Jahrhunderts. | BDA-Hist.: Q37972414 Status: Bescheid Stand der BDA-Liste: 2025-06-30 Name: Bürgerhaus GstNr.: .53 Chlumeckyplatz 3 (Bad Aussee)                                                               |
| ja    | Datei hochladen | Bezirkshauptmannschaft HERIS-ID: 88347 Objekt-ID: 102912                                   | Chlumeckyplatz 44 Standort KG: Bad Aussee                       | Das Neorenaissance-Gebäude, in dem bis 2011 die Politische Expositur Bad Aussee ihren Sitz hatte, wurde 1888 als Sparkassengebäude erbaut. | BDA-Hist.: Q37725197 Status: § 2a Stand der BDA-Liste: 2025-06-30 Name: Bezirkshauptmannschaft GstNr.: .121 Expositur Chlumeckyplatz (Bad Aussee)                                              |
| ja    | Datei hochladen | Brunnen HERIS-ID: 88353 Objekt-ID: 102919                                                  | bei Chlumeckyplatz 44 Standort KG: Bad Aussee                   | | BDA-Hist.: Q37725198 Status: § 2a Stand der BDA-Liste: 2025-06-30 Name: Brunnen GstNr.: 235/4 Brunnen am Chlumeckyplatz (Bad Aussee)                                                           |
| ja    | Datei hochladen | Altes Forsthaus HERIS-ID: 36856 Objekt-ID: 35886                                           | Chlumeckyplatz 58 Standort KG: Bad Aussee                       | Das ehemalige Gebäude der Forstverwaltung hat eine Fassade mit genutetem Sockel und stammt aus dem Jahr 1852. | BDA-Hist.: Q37972424 Status: Bescheid Stand der BDA-Liste: 2025-06-30 Name: Altes Forsthaus GstNr.: 55/2 Altes Forsthaus (Bad Aussee)                                                          |
| ja    | Datei hochladen | Ehem. Kinderbewahranstalt der Barmherzigen Schwestern HERIS-ID: 88360 Objekt-ID: 102928    | Gartengasse 13 Standort KG: Bad Aussee                          | Wohnhaus des 19. Jahrhunderts mit modernistischem Nebentrakt kombiniert (Sanierung 2004–6), heute Josefinum | BDA-Hist.: Q37725202 Status: § 2a Stand der BDA-Liste: 2025-06-30 Name: Ehem. Kinderbewahranstalt der Barmherzigen Schwestern GstNr.: 108 Josefinum (Bad Aussee)                               |
| ja    | Datei hochladen | Tabernakelsäule HERIS-ID: 88223 Objekt-ID: 102759                                          | bei Gasteig 174 Standort KG: Bad Aussee                         | | BDA-Hist.: Q37724318 Status: § 2a Stand der BDA-Liste: 2025-06-30 Name: Tabernakelsäule GstNr.: 250/1 Tabernakelsäule bei Ölbergkapelle (Bad Aussee)                                           |
| ja    | Datei hochladen | Uhr HERIS-ID: 88337 Objekt-ID: 102898                                                      | vor Hauptstraße 48 Standort KG: Bad Aussee                      | Die Lössl-Uhr ist eine von höchstens 14 Stück gebauten Uhren, die als Energiequelle die Schwankungen von Luftdruck und Lufttemperatur nutzte. Sie wurde 1880 der Öffentlichkeit vorgestellt. | BDA-Hist.: Q105646627 Status: § 2a Stand der BDA-Liste: 2025-06-30 Name: Uhr GstNr.: 235/11 Lössl Uhr (Bad Aussee)                                                                             |
| ja    | Datei hochladen | Stadtamt HERIS-ID: 50974 Objekt-ID: 56505                                                  | Hauptstraße 48 Standort KG: Bad Aussee                          | Das Haus wurde 1499 erbaut und ist seit 1654 das Rathaus der Gemeinde. Bei der Adaptierung als Rathaus und 1838/39 erfolgten Umbauten. | BDA-Hist.: Q38042947 Status: § 2a Stand der BDA-Liste: 2025-06-30 Name: Stadtamt GstNr.: .122 Rathaus (Bad Aussee)                                                                             |
| ja    | Datei hochladen | Bürgerhaus, Apotheke HERIS-ID: 36858 Objekt-ID: 35888                                      | Hauptstraße 51 Standort KG: Bad Aussee                          | Das Apothekenhaus aus dem Jahre 1794 hat eine Biedermeierfassade. Bis 2006 befand sich in dem Gebäude die Apotheke Zum Goldenen Adler. | BDA-Hist.: Q37972445 Status: Bescheid Stand der BDA-Liste: 2025-06-30 Name: Bürgerhaus, Apotheke GstNr.: .118 Hauptstraße 51 (Bad Aussee)                                                      |
| ja    | Datei hochladen | Wirtshausschild Zur Sonne HERIS-ID: 36859 Objekt-ID: 35889                                 | bei Hauptstraße 150 Standort KG: Bad Aussee                     | Anmerkung: Gasthaus wurde übernommen und heißt nun Sonnenkönig | BDA-Hist.: Q37972456 Status: Bescheid Stand der BDA-Liste: 2025-06-30 Name: Wirtshausschild Zur Sonne GstNr.: .199 Wirtshausschild Zur Sonne (Bad Aussee)                                      |
| ja    | Datei hochladen | Reliefplatte HERIS-ID: 36860 Objekt-ID: 35890                                              | Hauptstraße 156 Standort KG: Bad Aussee                         | Das Gasthaus Weißes Rössel (auch Herzheimerhaus) ist ein im Kern spätgotischer Bau, der Mitte des 19. Jahrhunderts umgebaut wurde. Der Marmordenkstein über dem Portal ist mit 1507 bezeichnet und zeigt neben dem Reichsadler die Wappen der Herzheimer und Pickl. | BDA-Hist.: Q37972477 Status: Bescheid Stand der BDA-Liste: 2025-06-30 Name: Reliefplatte GstNr.: .193 Hauptstraße 156 (Bad Aussee)                                                             |
| ja    | Datei hochladen | Erzherzog-Johann-Brücke mit Madonnenfigur HERIS-ID: 88236 Objekt-ID: 102774                | bei Hauptstraße 156 Standort KG: Bad Aussee                     | | BDA-Hist.: Q37724519 Status: § 2a Stand der BDA-Liste: 2025-06-30 Name: Erzherzog Johann-Brücke mit Madonnenfigur GstNr.: 253/2, 235/3, 239/2 Erzherzog Johann Brücke (Bad Aussee)             |
| ja    | Datei hochladen | Evangelisches Pfarrhaus HERIS-ID: 88376 Objekt-ID: 102946                                  | Hugo-Cordignano-Promenade 208 Standort KG: Bad Aussee           | | BDA-Hist.: Q37725210 Status: § 2a Stand der BDA-Liste: 2025-06-30 Name: Evangelisches Pfarrhaus GstNr.: .310/1 Evangelisches Pfarrhaus (Bad Aussee)                                            |
| ja    | Datei hochladen | Evang. Pfarrkirche A.B. HERIS-ID: 88375 Objekt-ID: 102945                                  | Hugo-Cordignano-Promenade 238 Standort KG: Bad Aussee           | Der einfache Bruchsteinbau mit Dachreiter wurde 1908 geweiht. Baumeister war Max Cordignano. | BDA-Hist.: Q37725206 Status: § 2a Stand der BDA-Liste: 2025-06-30 Name: Evang. Pfarrkirche A.B. GstNr.: .338 Evangelische Pfarrkirche (Bad Aussee)                                             |
| ja    | Datei hochladen | Wegkapelle HERIS-ID: 88373 Objekt-ID: 102943                                               | gegenüber Hugo-Cordignano-Promenade 389 Standort KG: Bad Aussee | | BDA-Hist.: Q37725205 Status: § 2a Stand der BDA-Liste: 2025-06-30 Name: Wegkapelle GstNr.: 360 Wegkapelle Hugo-Cordignano-Promenade (Bad Aussee)                                               |
| ja    | Datei hochladen | Kath. Pfarrkirche Pauli Bekehrung mit ehem. Friedhof HERIS-ID: 50975 Objekt-ID: 56506      | Kirchengasse Standort KG: Bad Aussee                            | → Hauptartikel : Katholische Pfarrkirche Bad Aussee f1 | BDA-Hist.: Q14912750 Status: § 2a Stand der BDA-Liste: 2025-06-30 Name: Kath. Pfarrkirche Pauli Bekehrung mit ehem. Friedhof GstNr.: .148 Pfarrkirche (Bad Aussee)                             |
| ja    | Datei hochladen | Kruzifix im Kirchhof HERIS-ID: 88225 Objekt-ID: 102761                                     | bei Kirchengasse 25 Standort KG: Bad Aussee                     | | BDA-Hist.: Q37724401 Status: § 2a Stand der BDA-Liste: 2025-06-30 Name: Kruzifix im Kirchhof GstNr.: .148 Kruzifix im Kirchhof (Bad Aussee)                                                    |
| ja    | Datei hochladen | Pfarrhof HERIS-ID: 50976 Objekt-ID: 56507                                                  | Kirchengasse 26 Standort KG: Bad Aussee                         | Der im Kern gotische Pfarrhof wurde im 17. Jahrhundert umgebaut. Der dreigeschoßige Bau hat ein Schopfwalmdach und Fenstergitter aus dem 18. Jahrhundert. | BDA-Hist.: Q38042976 Status: § 2a Stand der BDA-Liste: 2025-06-30 Name: Pfarrhof GstNr.: 146 Pfarrhof (Bad Aussee)                                                                             |
| ja BW | Datei hochladen | Podenhaus, Tauerhaus HERIS-ID: 36862 Objekt-ID: 35892                                      | Kirchengasse 28 Standort KG: Bad Aussee                         | Der Podenhaus genannte mächtige Block hat unregelmäßige gebrochene Fassaden und ein Halbwalmdach. Urkundlich erstmals 1499 erwähnt wurde der Bau um die Mitte des 18. Jahrhunderts in die heutige Form gebracht. Außen gibt es geschindelte Putzeckquader, im Hauptgeschoß geschwungene Fensterverdachungen und ein Marienkrönungsfresko in einem Stuckrahmen. Innen eine einfache Stuckfelderdecke. | BDA-Hist.: Q37972493 Status: Bescheid Stand der BDA-Liste: 2025-06-30 Name: Podenhaus, Tauerhaus GstNr.: .163 Podenhaus (Bad Aussee)                                                           |
| ja    | Datei hochladen | Mesnerhaus HERIS-ID: 57765 Objekt-ID: 68061                                                | Kirchengasse 29 Standort KG: Bad Aussee                         | | BDA-Hist.: Q38078342 Status: Bescheid Stand der BDA-Liste: 2025-06-30 Name: Mesnerhaus GstNr.: .162 Mesnerhaus (Bad Aussee)                                                                    |
| ja    | Datei hochladen | Altes Bezirksgericht HERIS-ID: 36863 Objekt-ID: 35893                                      | Kirchengasse 32 Standort KG: Bad Aussee                         | | BDA-Hist.: Q37972503 Status: Bescheid Stand der BDA-Liste: 2025-06-30 Name: Altes Bezirksgericht GstNr.: .144/1 Bezirksgericht (Bad Aussee)                                                    |
| ja    | Datei hochladen | Gasthaus Blaue Traube HERIS-ID: 36864 Objekt-ID: 35894                                     | Kirchengasse 165 Standort KG: Bad Aussee                        | Das Gasthaus Blaue Traube befindet sich in einem im Kern gotischen Bau, der im 18. Jahrhundert umgebaut wurde. Der breitgelagerte sechsachsige Bau hat einen Schopfwalm zur Straße hin, zwei Erker an seinen äußersten Achsen, ein spätgotisches Rundbogenportal und ein barockes Immaculatafresko in einem Stuckrahmen. Im Eingangsbereich befindet sich ein Römerstein aus dem 2. Jahrhundert. | BDA-Hist.: Q37972514 Status: Bescheid Stand der BDA-Liste: 2025-06-30 Name: Gasthaus Blaue Traube GstNr.: .179 Gasthaus Blaue Traube (Bad Aussee)                                              |
| ja    | Datei hochladen | Volksschule (3./4. Klasse) HERIS-ID: 88226 Objekt-ID: 102762                               | Kirchengasse 166 Standort KG: Bad Aussee                        | | BDA-Hist.: Q37724426 Status: § 2a Stand der BDA-Liste: 2025-06-30 Name: Volksschule (3./4. Klasse) GstNr.: 161/2 Volksschule 2 (Bad Aussee)                                                    |
| ja    | Datei hochladen | Volksschule HERIS-ID: 88224 Objekt-ID: 102760                                              | Kirchengasse 213 Standort KG: Bad Aussee                        | | BDA-Hist.: Q37724377 Status: § 2a Stand der BDA-Liste: 2025-06-30 Name: Volksschule GstNr.: 145 Volksschule 1 (Bad Aussee)                                                                     |
| ja    | Datei hochladen | Erzherzog-Johann-Denkmal HERIS-ID: 88234 Objekt-ID: 102772                                 | bei Kurhausplatz 392 Standort KG: Bad Aussee                    | Das Erzherzog-Johann-Denkmal steht im Zentrum des Kurparks. Ein Entwurf von Hans Brandstetter aus dem Jahre 1911 für ein monumentales Denkmal für Erzherzog Johann wurde nicht realisiert. Der Entwurf der heutigen Eisenstatue stammt von Hans Weissenberger aus dem Jahre 1856, die Statue wurde vermutlich in den Salmschen Werken in Blansko gegossen. Zuerst stand die Statue um 1860 im Park von Carl von Schwarz in Salzburg, um 1935 wurde sie nach Bad Aussee gebracht und im Kurpark aufgestellt. Das Denkmal zeigt den Erzherzog als Jäger mit Flinte, Fernglas und ernstem Blick. Nach Dehio stammt es aus dem Jahr 1882. | BDA-Hist.: Q37724498 Status: § 2a Stand der BDA-Liste: 2025-06-30 Name: Erzherzog Johann-Denkmal GstNr.: 186 Archduke Johann monument, Bad Aussee                                              |
| ja    | Datei hochladen | Ehem. Kurhaus, Veranstaltungszentrum HERIS-ID: 45530 Objekt-ID: 46896                      | Mecsérypromenade 144 Standort KG: Bad Aussee                    | Das ehemalige Kurhaus wurde 1870 erbaut. | BDA-Hist.: Q38016556 Status: § 2a Stand der BDA-Liste: 2025-06-30 Name: Ehem. Kurhaus, Veranstaltungszentrum GstNr.: .108 Kurhaus (Bad Aussee)                                                 |
| ja    | Datei hochladen | Bürgerhaus HERIS-ID: 36866 Objekt-ID: 35896                                                | Meranplatz 36 Standort KG: Bad Aussee                           | Das Portal stammt aus dem 16., die Fassade aus Mitte des 19. Jahrhunderts. | BDA-Hist.: Q37972535 Status: Bescheid Stand der BDA-Liste: 2025-06-30 Name: Bürgerhaus GstNr.: .140 Meranplatz 36 (Bad Aussee)                                                                 |
| ja    | Datei hochladen | Bürgerhaus, Plochlhaus HERIS-ID: 36867 Objekt-ID: 35897                                    | Meranplatz 37 Standort KG: Bad Aussee                           | Das Meranhaus hat ein spätgotisches Rundbogenportal, die Fassade stammt aus dem 2. Viertel des 19. Jahrhunderts. | BDA-Hist.: Q37972547 Status: Bescheid Stand der BDA-Liste: 2025-06-30 Name: Bürgerhaus, Plochlhaus GstNr.: .139 Plochlhaus (Bad Aussee)                                                        |
| ja    | Datei hochladen | Ehem. Steinmühle HERIS-ID: 36868 Objekt-ID: 35898                                          | Meranplatz 38 Standort KG: Bad Aussee                           | Das im Kern spätgotische, Alte Steinmühle genannte Gebäude wurde nach einem Brand im Jahre 1599 wiederhergestellt und mit Kratzputz dekoriert. 1951 wurde es restauriert. | BDA-Hist.: Q37972557 Status: Bescheid Stand der BDA-Liste: 2025-06-30 Name: Ehem. Steinmühle GstNr.: .136/2 Steinmühle (Bad Aussee)                                                            |
| ja    | Datei hochladen | Ehem. Mauthaus und Aufhaberhaus HERIS-ID: 50977 Objekt-ID: 56508seit 2020                  | Meranplatz 39 Standort KG: Bad Aussee                           | | BDA-Hist.: Q105643166 Status: Bescheid Stand der BDA-Liste: 2025-06-30 Name: Ehem. Mauthaus und Aufhaberhaus GstNr.: .138 Mauthaus, Bad Aussee                                                 |
| ja    | Datei hochladen | Bürgerspitalskirche Hl. Geist HERIS-ID: 43630 Objekt-ID: 44272                             | Meranplatz 158 Standort KG: Bad Aussee                          | Die Kirche wurde vor 1395 erbaut und nach einem Brand 1553 wiederhergestellt. Im Inneren befindet sich ein dreijochiger Kirchenraum und ein Kreuzrippengewölbe mit Figurenkonsolen. Die Entstehung des Altarbildes (ein gemalter Flügelaltar) ist mit 1449 urkundlich in einem Stiftsbrief vom 24. April 1450 nachgewiesen und geht auf eine Stiftung Kaiser Friedrich III. zurück. | BDA-Hist.: Q38004417 Status: Bescheid Stand der BDA-Liste: 2025-06-30 Name: Bürgerspitalskirche Hl. Geist GstNr.: .188/3 Bürgerspitalskirche (Bad Aussee)                                      |
| ja    | Datei hochladen | Altes Kurmittelhaus, ehem. Apotheke HERIS-ID: 64111 Objekt-ID: 76812seit 2020              | Oppauerplatz 104 Standort KG: Bad Aussee                        | Das ehemalige „Kaiser-Franz-Joseph-Badehaus“ wurde 1888/89 nach Plänen von Franz Kachler erbaut. Der überkuppelte Mittel- und die Seitenteil sind mit Wandelhallen verbunden. 1979 wurde der Kurbetrieb stillgelegt. | BDA-Hist.: Q105645941 Status: Bescheid Stand der BDA-Liste: 2025-06-30 Name: Altes Kurmittelhaus, ehem., Apotheke GstNr.: 230/2 Kurapotheke Bad Aussee                                         |
| ja    | Datei hochladen | Bürgerhaus, Sattler HERIS-ID: 36869 Objekt-ID: 35899                                       | Parkgasse 154 Standort KG: Bad Aussee                           | Der Wappenstein über dem Tor zeigt ein Einhorn und ist mit 1572 bezeichnet. | BDA-Hist.: Q37972569 Status: Bescheid Stand der BDA-Liste: 2025-06-30 Name: Bürgerhaus, Sattler GstNr.: .191/1 Parkgasse 154 (Bad Aussee)                                                      |
| ja    | Datei hochladen | Villa Dorrekheim, ehem. Villa Schweizerhof HERIS-ID: 88211 Objekt-ID: 102747               | Altausseer Straße 71 Standort KG: Obertressen                   | | BDA-Hist.: Q37724111 Status: Bescheid Stand der BDA-Liste: 2025-06-30 Name: Villa Dorrekheim, ehem. Villa Schweizerhof GstNr.: 100/59 Dorrekheim (Bad Aussee)                                  |
| ja    | Datei hochladen | Hotel Elisabeth, ehem. Badeanstalt HERIS-ID: 88427 Objekt-ID: 102997                       | Altausseer Straße 95 Standort KG: Obertressen                   | | BDA-Hist.: Q37725526 Status: § 2a Stand der BDA-Liste: 2025-06-30 Name: Hotel Elisabeth, ehem. Badeanstalt GstNr.: 97/2 Badeanstalt (Bad Aussee)                                               |
| ja    | Datei hochladen | Ehem. Kurhaus, sog. Elisabethheim HERIS-ID: 88430seit 2022                                 | Emil-Ertl-Weg 26 Standort KG: Obertressen                       | | BDA-Hist.: Q69105009 Status: Bescheid Stand der BDA-Liste: 2025-06-30 Name: Ehem. Kurhaus, sog. Elisabethheim GstNr.: 98 Elisabethheim (Bad Aussee)                                            |
| ja    | Datei hochladen | Blutschwitzkapelle, Klosterhofkapelle HERIS-ID: 44151 Objekt-ID: 44854                     | bei Frank-Thieß-Gasse 48 Standort KG: Obertressen               | Bei der Blutschwitzungskapelle handelt es sich um einen spätbarocken Nischenbildstock mit gemalten Passionsszenen vom Ende des 18. Jahrhunderts. | BDA-Hist.: Q38007215 Status: Bescheid Stand der BDA-Liste: 2025-06-30 Name: Blutschwitzkapelle, Klosterhofkapelle GstNr.: 19 Klosterhofkapelle (Bad Aussee)                                    |
| ja    | Datei hochladen | Hotel Wasnerin HERIS-ID: 63459 Objekt-ID: 76123                                            | Sommersbergseestraße 19 Standort KG: Reitern                    | Das Hotelgebäude wurde 1933/34 erbaut und ist in der Formen der regionalistischen Architektur der Zeit gehalten. | BDA-Hist.: Q38103422 Status: Bescheid Stand der BDA-Liste: 2025-06-30 Name: Hotel Wasnerin GstNr.: .90/1 Wasnerin (Bad Aussee)                                                                 |
| ja    | Datei hochladen | Teichschlössl HERIS-ID: 36865 Objekt-ID: 35895                                             | Teichschloßsiedlung 2 Standort KG: Reitern                      | Das Schloss Lerchenreith, auch Teichschlössl, ist ein Renaissancebau aus der Zeit um 1550 und wurde im 19. Jahrhundert umgebaut. | BDA-Hist.: Q21862356 Status: Bescheid Stand der BDA-Liste: 2025-06-30 Name: Teichschlössl GstNr.: .158/1 Teichschlössl (Bad Aussee)                                                            |
| ja    | Datei hochladen | Ecce-Homo-Kapelle HERIS-ID: 88219 Objekt-ID: 102755                                        | nahe Alte Salzstraße 25 Standort KG: Straßen                    | | BDA-Hist.: Q37724238 Status: § 2a Stand der BDA-Liste: 2025-06-30 Name: Ecce Homo-Kapelle GstNr.: .147/2 Dornenkrönungskapelle (Bad Aussee)                                                    |
| ja    | Datei hochladen | Feldzeugmeister-Graf-Beck-Brücke HERIS-ID: 103972 Objekt-ID: 120550                        | bei Bahnhofstraße 169 Standort KG: Straßen, Reitern             | Die Feldzeugmeister-Graf-Beck-Brücke oder allgemeine Beckbrücke genannt, benannt nach dem Feldzeugmeister Friedrich von Beck-Rzikowsky, diente von 1901 bis 2002 der Landstraße 702 zur Überführung der Traun, ca. 500 m flussaufwärts von der derzeitigen Lage. Sie war auf eine Last von 22 Tonnen beschränkt, und wurde von bis zu 7000 Fahrzeugen pro Tag befahren. Die renovierte Brücke wurde am 29. Oktober 2005 in die neue Position gebracht. | BDA-Hist.: Q37798710 Status: § 2a Stand der BDA-Liste: 2025-06-30 Name: Feldzeugmeister Graf Beck-Brücke GstNr.: 1141/1; 1141/4; 1599/1 Feldzeugmeister Graf Beck-Brücke (Bad Aussee)          |
| ja    | Datei hochladen | Aufnahmsgebäude Bad Aussee HERIS-ID: 83292 Objekt-ID: 97166                                | Bahnhofstraße 61 Standort KG: Straßen                           | | BDA-Hist.: Q38180412 Status: Bescheid Stand der BDA-Liste: 2025-06-30 Name: Aufnahmsgebäude Bad Aussee GstNr.: .565 Aufnahmsgebäude (Bad Aussee)                                               |
| ja    | Datei hochladen | Sog. Bauhof HERIS-ID: 108352 Objekt-ID: 125793                                             | Bahnhofstraße 155 Standort KG: Straßen                          | | BDA-Hist.: Q37812715 Status: § 2a Stand der BDA-Liste: 2025-06-30 Name: Sog. Bauhof GstNr.: .56/1 Alter Bauhof (Bad Aussee)                                                                    |
| ja    | Datei hochladen | Ölberg-Kapelle HERIS-ID: 88222 Objekt-ID: 102758                                           | bei Gasteig 2 Standort KG: Straßen                              | | BDA-Hist.: Q37724294 Status: § 2a Stand der BDA-Liste: 2025-06-30 Name: Ölberg-Kapelle GstNr.: 265 Ölbergkapelle (Bad Aussee)                                                                  |
| ja    | Datei hochladen | Tabernakelsäule HERIS-ID: 88221 Objekt-ID: 102757                                          | Gasteig 7, in der Nähe Standort KG: Straßen                     | | BDA-Hist.: Q37724274 Status: § 2a Stand der BDA-Liste: 2025-06-30 Name: Tabernakelsäule GstNr.: 213/2 Tabernakelsäule bei Geißelungskapelle (Bad Aussee)                                       |
| ja    | Datei hochladen | Geißelungs-Kapelle HERIS-ID: 88220 Objekt-ID: 102756                                       | nahe Gasteig 23 Standort KG: Straßen                            | | BDA-Hist.: Q37724258 Status: § 2a Stand der BDA-Liste: 2025-06-30 Name: Geißelungs-Kapelle GstNr.: .582 Geißelungskapelle (Bad Aussee)                                                         |
| ja    | Datei hochladen | Friedhof israelitisch, Friedhof christlich HERIS-ID: 88212 Objekt-ID: 102748               | an der Grundlseer Straße, Bad Aussee Standort KG: Straßen       | → Hauptartikel : Jüdischer Friedhof Bad Aussee f1 | BDA-Hist.: Q37724139 Status: § 2a Stand der BDA-Liste: 2025-06-30 Name: Friedhof israelitisch, Friedhof christlich GstNr.: 272/2 Friedhof Bad Aussee                                           |
| ja    | Datei hochladen | Urgeschichtliche Wegtrasse entlang der Kainischtraun HERIS-ID: 60123 Objekt-ID: 72024      | Kainischtraun Standort KG: Straßen                              | Anmerkung: Die Koordinaten beziehen sich auf das Grundstück mit der Nummer 1504. Insgesamt erstrecken sich die Grundstücke über rund 5 km entlang dem linken Ufer der Kainischtraun. | BDA-Hist.: Q38090313 Status: Bescheid Stand der BDA-Liste: 2025-06-30 Name: Urgeschichtliche Wegtrasse entlang der Kainischtraun GstNr.: 1566/1, 1568/1, 1570/19, 1504 Wegtrasse Kainischtraun |
| ja    | Datei hochladen | Kreuztragungskapelle HERIS-ID: 88215 Objekt-ID: 102751                                     | Kreuzangerweg, Anger Standort KG: Straßen                       | Die Kreuztragungskapelle wurde 1628 als 4. Station des schmerzhaften Rosenkranzes errichtet. Die Wandmalerei stammt aus der Barockzeit, 2004 erfolgte eine Renovierung. Die Ausseer Via Dolorosa besteht aus 5 Kreuzwegstationen „Zum schmerzhaften Rosenkranz“ (Vier Kapellen und St. Leonhard als Kalvarienbergkirche), sie wurden zwischen 1732 und 1748 errichtet. Von den älteren Steinsäulen sind nur noch zwei erhalten. | BDA-Hist.: Q37724174 Status: § 2a Stand der BDA-Liste: 2025-06-30 Name: Kreuztragungskapelle GstNr.: 199 Kreuztragungskapelle (Bad Aussee)                                                     |
| ja    | Datei hochladen | Kath. Filialkirche hl. Leonhard und ehem. Friedhofsfläche HERIS-ID: 63461 Objekt-ID: 76125 | bei Kreuzangerweg 18 Standort KG: Straßen                       | Die kirchliche Erlaubnis zum Bau der Kalvarienbergkirche Sankt Leonhard bei Bad Aussee wurde 1398 erteilt; 1408 wurde sie eingeweiht. Im Ausseerland ist das Gotteshaus auch als „Fuhrleut-Kira“ bekannt. | BDA-Hist.: Q38103433 Status: § 2a Stand der BDA-Liste: 2025-06-30 Name: Kath. Filialkirche hl. Leonhard und ehem. Friedhofsfläche GstNr.: .154, 197 Filialkirche Hl Leonhard (Bad Aussee)      |
| ja    | Datei hochladen | Villa Karajan HERIS-ID: 36903 Objekt-ID: 35953                                             | Mühlleite 33 Standort KG: Straßen                               | 1880 errichtet für den Philologen Max Theodor von Karajan (1833–1914). Die Villa weist im Inneren bemerkenswerten Freskenschmuck auf. In den 1950er Jahren wurde sie als Altenheim genutzt. | BDA-Hist.: Q37972829 Status: Bescheid Stand der BDA-Liste: 2025-06-30 Name: Villa Karajan GstNr.: .115/2 Karajanvilla (Bad Aussee)                                                             |
| ja    | Datei hochladen | Schutzbau unter Materialseilbahn HERIS-ID: 88217 Objekt-ID: 102753                         | Standort KG: Straßen                                            | | BDA-Hist.: Q37724191 Status: § 2a Stand der BDA-Liste: 2025-06-30 Name: Schutzbau unter Materialseilbahn GstNr.: 1597/1 Schutzbau Materialseilbahn (Bad Aussee)                                |